# Artena convergens
Artena convergens är en fjärilsart som beskrevs av M.Gaede 1917. Artena convergens ingår i släktet Artena och familjen nattflyn. Inga underarter finns listade i Catalogue of Life.